# Blue (魚喃キリコの漫画)
『blue』（ブルー）は、1996年の魚喃キリコの漫画、および漫画を原作として2003年に公開された映画である。

## 漫画
『blue』は、1996年、マガジンハウス 『コミック アレ!』 （1月号～10月号）に連載された。魚喃キリコの初の長編作品となった。

### 単行本
『blue』（1997年4月24日 「MAG COMICS」 ISBN 4-8387-0896-3 マガジンハウス刊）全1巻。装幀は南伸坊。英語版、フランス語版、スペイン語版、ドイツ語版も翻訳刊行されている。

### ストーリー
高校三年生の桐島カヤ子は、学校生活の中で孤独を感じ、まだ見ぬ将来に漠然とした憧れと不安を感じていた。そんな中桐島は、わけあって留年したため周囲から浮いていた遠藤雅美と仲良くなる。遠藤はなぜか都会の音楽や本に詳しく、桐島の知らない世界を教えてくれた。そんな遠藤に桐島は強く憧れるようになり、自分の可能性にも気づいてゆく。

## 映画
安藤尋監督の長編映画作品。2003年日本公開。オメガ・ミコット/スローラーナー配給。
本作が初主演のファッションモデル出身の女優、市川実日子は、本作の演技で第24回モスクワ国際映画祭最優秀女優賞を受賞。本作以降、主に女優として認知されるようになった。共演者として同じくモデル出身の小西真奈美が出演しており、ストリート系ファッション雑誌でモデルとして活躍していた今宿麻美の女優デビュー作でもある。原作の魚喃キリコが、脚本、音楽、キャスティングに関わっている。
なお、映画では桐島と遠藤の家庭はどちらも母子家庭という設定となっている（原作ではそのような描写はない）。

### ロケ地
本作は主に新潟市内で2001年に撮影された（高校のシーンは、主に富山県高岡市での撮影）。撮影に当たっては、新潟市や高岡市で多くの地元のボランティアの協力を得ている。
新潟市
- 萬代橋（当時の名称は「万代橋」）
- 古町 - ふるまちモール
- 新潟駅 - 西側連絡通路
- 敬和学園高等学校 - 美術室のシーン。

高岡市
- 富山県立伏木高等学校 - 高校でのシーン。

### ストーリー
舞台は海辺の地方にある女子高校。高校3年生になった桐島カヤ子（市川実日子）は、いつも一人でいる大人っぽくて物静かな遠藤雅美（小西真奈美）をお昼に誘った。遠藤はひとつ年上であるが、去年、何かの理由で停学となり同級生になっていた。桐島は遠藤から、今まで知らなかった外国の音楽や、見た事のなかったセザンヌの画集を教えてもらい、その大人っぽい魅力に強い憧れを抱くようになる。その思いは、しだいにただの憧れを超え、友情とも恋愛ともつかない関係に2人を導いていく。海に近い、けだるい雰囲気のながれる地方都市を舞台にした、春から夏、そして初秋にかけての物語。

### キャスト
- 桐島カヤ子 -　市川実日子
- 遠藤雅美 - 小西真奈美
- 中野美恵子 - 今宿麻美
- 渡辺千加 - 仲村綾乃
- 隅田笑美子 - 平山葉子
- 村井綾奈 - 太田綾花
- 水内学 - 高岡蒼佑（現：高岡奏輔）
- 桐島アツシ - 天岸将
- 年上の男 - 村上淳
- 河原崎建三、尾道凛、吉田朝

### スタッフ
- 監督 - 安藤尋
- 脚本 - 本調有香
- プロデューサー - 宮崎大
- 音楽 - 大友良英
  - 演奏 - "blueバンド" （大友良英、栗原正己、江藤直子、西村雄介、芳垣安洋、魚喃キリコ)
- 撮影 - 鈴木一博
- スチル - 川内倫子
- 録音 - 鈴木昭彦
- 美術 - 鈴村鏡子
- 編集 - 冨田伸子
- 助監督 - 久万真路、石井晋一、鈴木圭太（現：AV監督Keita★No.1）、松本学
- 協力：高岡フィルムコミッション、にいがた映画塾
- 現像 - ソニーPCL
- スタジオ - 日活撮影所
- 制作プロダクション - オメガ・ミコット
- 製作委員会（blue PRODUCTION PARTNERSHIP）メンバー - オメガ・ミコット、広美、衛星劇場

### サウンドトラック
- 『blue』-  2003年3月発売。サウンドトラックに別バージョンのスタジオ録音を加えたCD。大友良英作曲の全曲リコーダー、ベース、パーカッションによるインストゥルメンタル。演奏には "blueバンド" のほか、2曲目と11曲目には安藤尋、市川実日子もパーカッションで特別参加している。2003年、2004年にはblueバンドによるライブも行われた。

収録曲
1. blue メインテーマ 1 (ロング・ヴァージョン)
2. 絵を描く 1 (ビッグ・バンド)
3. blue メインテーマ 2 (アコースティック・ギター・ヴァージョン)
4. ビデオを見る 1
5. blueメインテーマ 3 (ショート・ヴァージョン)
6. 絵を描く 2 (カルテット)
7. ビデオを見る 2 (the blue kite)
8. blue メインテーマ 4 (ホーム・デモ・ヴァージョン)
9. 絵を描く 3 (デュオ)
10. 空
11. 海

### 写真集
- 『blue』 （プチグラパブリッシング刊、2003年）